# Кейси (залив)
Заливът Кейси или Лена (на английски: Casey Bay) е залив в югоизточната част на море Космонавти, част от акваторията на Индоокеанския сектор на Южния океан, край бреговете на Източна Антарктида, Земя Ендърби. Простира се на 113 km между полуостровите Танг (нос Емелянов 67°15′ ю. ш. 46°55′ и. д. / 67.25° ю. ш. 46.916667° и. д.) на запад и Сакелари на изток. Вдава се в континента на 63 km. Крайбрежието му е силно разчленено от по-малки заливи, заети от шелфовите ледници Ханан на югозапад и Зъбчат на изток. В южната му част се „влива“ големия долинен ледник Рейнър, а в югозападната и западната – по-малките ледници Каченсайд и Мол.
Заливът Кейси е открит, частично изследван и топографски заснет през 1956 г. от австралийска антарктическа експедиция и е наименуван от Австралийския Комитет за антарктическите названия в чест на Ричард Кейси (1890 – 1976), австралийски външен министър от 1951 до 1960 г. Следващата година заливът и неговото крайбрежие са детайлно изследвани и топографски заснети от участници в 1-вата съветска антарктическа експедиция и му и присвоено вторичното название залив Лена.